# Starosilla (obwód chersoński)
Starosilla (ukr. Старосілля) – wieś na Ukrainie, w obwodzie chersońskim, w rejonie berysławskim. W 2001 liczyła 677 mieszkańców, spośród których 656 posługiwało się językiem ukraińskim, 19 rosyjskim, a 2 mołdawskim.